# マティアス・アレソ
ドウグラス・マティアス・アレソ・マルティネス（Douglas Matías Arezo Martínez, 2002年11月21日 - ）は、ウルグアイ・モンテビデオ県モンテビデオ出身のサッカー選手。グラナダCF所属。ポジションはFW。

## クラブ経歴
2018年にリーベル・プレートのトップチームに昇格。翌2019年に正式にプロデビューし、8月10日のCAフベントゥ・デ・ラス・ピエドラス戦でプロ初ゴールを記録。同年シーズンは22試合6ゴールを記録し、翌2020年シーズンは得点能力が更に開花し、30試合13ゴールを記録。初のシーズン二桁ゴールを記録した。
2022年1月31日、グラナダCFと2026年までの契約を締結したことが発表された。
2023年1月20日、CAペニャロールにレンタル移籍した。

## 代表歴
2019年に南米U-17選手権にU-17ウルグアイ代表で出場し、7試合5ゴールを記録。2020年には、U-23代表でCONMEBOLプレオリンピック大会に出場した。
2023年3月、韓国代表との親善試合でA代表初出場。。

## 人物
- 2021年2月、『Planet Football』というメディアから ｢将来ヨーロッパに進出するであろう若きタレント｣ の一人として紹介された[5]。